# Kandavu Passage
Kandavu Passage är ett sund i Fiji.   Det ligger i Västra divisionen, i den södra delen av landet, 80 km sydväst om huvudstaden Suva.